# Roselle (New Jersey)
Roselle ist eine Stadt im Union County, New Jersey, USA. Das U.S. Census Bureau ermittelte bei der Volkszählung 2020 eine Einwohnerzahl von 22.695.
Roselle wurde im Jahr 1894 gegründet.

## Geographie
Die geographischen Koordinaten der Stadt sind 40°39'13" nördliche Breite und 74°15'38" westliche Länge.
Nach den Angaben des United States Census Bureaus hat die Stadt eine Gesamtfläche von 6,9 km2.

## Demographie
Nach der Volkszählung von 2000 gibt es 21.274 Menschen, 7.520 Haushalte und 5.226 Familien in der Stadt. Die Bevölkerungsdichte beträgt 3.111,3 Einwohner pro km2. 35,58 % der Bevölkerung sind Weiße, 51,32 % Afroamerikaner, 0,31 % amerikanische Ureinwohner, 2,71 % Asiaten, 0,07 % pazifische Insulaner, 6,07 % anderer Herkunft und 3,93 % Mischlinge. 17,11 % sind Latinos unterschiedlicher Abstammung.
Von den 7.520 Haushalten haben 32,2 % Kinder unter 18 Jahre. 45,3 % davon sind verheiratete, zusammenlebende Paare, 18,8 % sind alleinerziehende Mütter, 30,5 % sind keine Familien, 25,2 % bestehen aus Singlehaushalten und in 9,9 % Menschen sind älter als 65. Die Durchschnittshaushaltsgröße beträgt 2,82, die Durchschnittsfamiliengröße 3,41.
25,5 % der Bevölkerung sind unter 18 Jahre alt, 9,4 % zwischen 18 und 24, 30,8 % zwischen 25 und 44, 22,2 % zwischen 45 und 64, 12,0 % älter als 65. Das Durchschnittsalter beträgt 35 Jahre. Das Verhältnis Frauen zu Männer beträgt 100:87,9, für Menschen älter als 18 Jahre beträgt das Verhältnis 100:82,8.
Das jährliche Durchschnittseinkommen der Haushalte beträgt 51.254 USD, das Durchschnittseinkommen der Familien 58.841 USD. Männer haben ein Durchschnittseinkommen von 37.604 USD, Frauen 32.535 USD. Der Prokopfeinkommen der Stadt beträgt 21.269 USD. 7,5 % der Bevölkerung und 5,8 % der Familien leben unterhalb der Armutsgrenze, davon sind 8,5 % Kinder oder Jugendliche jünger als 18 Jahre und 10,7 % der Menschen sind älter als 65.

## Einwohnerentwicklung
| Jahr | Einwohner¹ |
| ---- | ---------- |
| 1980 | 20.641     |
| 1990 | 20.314     |
| 2000 | 21.274     |
| 2010 | 21.085     |
| 2020 | 22.695     |

¹ 1980 – 2020: Volkszählungsergebnisse